# Koninkrijk Hannover

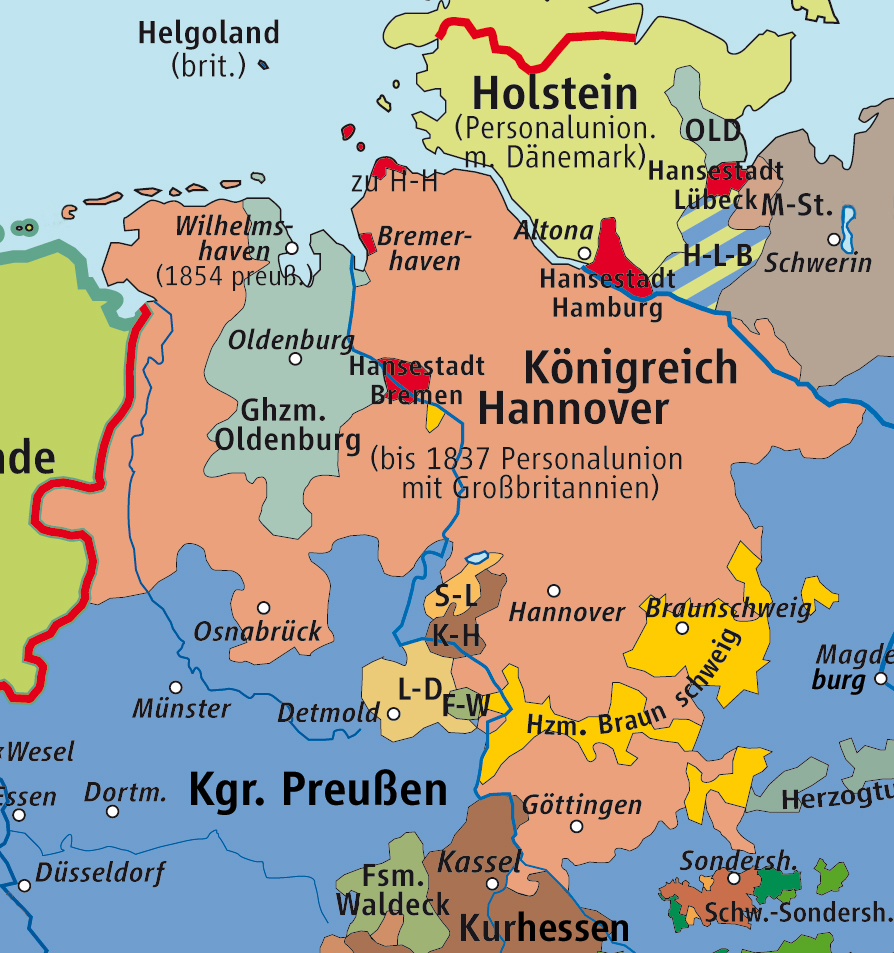
Hannover en omliggende gebieden

Het koninkrijk Hannover (Duits: Königreich Hannover) was een Duitse staat die bestond van 1814 tot 1866. Hannover werd in 1814 op het Congres van Wenen opgericht als opvolgerstaat van het keurvorstendom Brunswijk-Lüneburg. Het land was lid van de Duitse Bond. Tot 1837 werd Hannover vanuit Londen in personele unie met het Verenigd Koninkrijk geregeerd. In 1837, toen een koningin de Britse troon erfde, die in Hannover niet kon opvolgen werd de personele unie beëindigd en kwam de troon aan een ander mannelijk lid van de Welfse dynastie. De hoofdstad en het hof waren gevestigd in Hannover.
Het koninkrijk Hannover lag in het noordwesten van Duitsland en was de op drie na grootste staat in de Duitse Bond. Het territorium ervan bestond uit drie delen: een centraal deel tussen de Elbe en de Wezer, een westelijk deel aan de Eems en een zuidelijk deel rond Göttingen.
Tijdens de Napoleontische oorlogen (1801–1813) werd het keurvorstendom Hannover afwisselend door Frankrijk en Pruisen bezet. Uiteindelijk annexeerde Frankrijk in 1807 het noordelijke deel en het koninkrijk Westfalen het zuidelijke deel van het keurvorstendom. Na de nederlaag van Napoleon werd het keurvorstendom hersteld en in 1814 tot koninkrijk verheven. Op het Congres van Wenen trad Hannover toe tot de Duitse Bond en werd het grondgebied sterk uitgebreid. In 1819 kreeg het land een eerste grondwet. Na een opstand in 1830 werd een nieuwe, liberale, grondwet aangenomen, die in 1837 door de koning buiten werking werd gesteld. Deze gang van zaken leidde tot het protest van de Göttinger Sieben. Ook de grondwet van 1848 bleef slechts tot 1851 geldig. Na de Oostenrijks-Pruisische Oorlog in 1866, waarin Hannover de zijde van Oostenrijk koos, werd het koninkrijk door Pruisen geannexeerd. Ondanks steun voor het herstel van het koninkrijk bleef Hannover een Pruisische provincie.

## Geschiedenis
Tussen 1803 en 1814, tijdens de napoleontische oorlogen, was het keurvorstendom Hannover bezet en geannexeerd door Frankrijk en de Franse satellietstaat Westfalen. Na de Volkerenslag bij Leipzig in 1813 stortte de napoleontische Rijnbond in en werd Hannover door Russische troepen bevrijd. Tijdens het Congres van Wenen werd Hannover in rang verhoogd tot een koninkrijk. Dankzij de onderhandelingstactiek van graaf Ernst Friedrich Herbert zu Münster werd het territorium van de staat flink uitgebreid met een aantal door Frankrijk en Westfalen geannexeerde gebieden.
Op 29 mei 1815 sloten Hannover en Pruisen een verdrag over de nieuwe grenzen.
- artikel I.1: Pruisen staat het vorstendom Hildesheim af
- artikel I.2: Pruisen staat de stad en het gebied van Goslar af
- artikel I.3: Pruisen staat het vorstendom Oost-Friesland met het Harlingerland af
- artikel I.4: Pruisen staat het Nedergraafschap Lingen af
- artikel II: Pruisen staat het Eichsfeld en het kapittel St. Peter af
- artikel III.1: Pruisen zal zich inspannen om Hessen-Kassel de ambten Uchte, Freudenberg, Auburg (Wagenfeld), het graafschap Schaumburg, de heerlijkheid Plessen en de heerlijkheid Neuengleichen te laten afstaan aan Hannover
- artikel III.2: Pruisen zal zich inspannen om Hessen-Rothenburg afstand te laten doen van de heerlijkheid Plessen
- artikel IV.1: Hannover staat het hertogdom Saksen-Lauenburg af
- artikel IV.2: Hannover staat het ambt Klötze af
- artikel IV.3: Hannover staat het ambt Elbingerode af
- artikel VI: Pruisen krijgt wegen door het koninkrijk Hannover voor militair gebruik
- artikel XI: Hannover krijgt Meppen (hertogdom Arenberg), Rheina-Wolbeck (Looz-Corswarem) en het graafschap Bentheim
- artikel XI: Hannover zal zich inspannen om Brunswijk Calvörde en Walkenried te laten afstaan.

Uiteindelijk hadden niet alle inspanningen om de grenzen te normaliseren succes. Hannover kreeg de kleinere Hessische enclaves wel, maar Schaumburg bleef bij Hessen-Kassel. Aan de andere kant bleven Calvörde en Walkenried bij Brunswijk.
Op 24 oktober 1816 werd Adolf van Cambridge gouverneur-generaal, terwijl het koninkrijk werd bestuurd door graaf Münster vanuit Londen.
Onder invloed van de heersende reactie tegen de idealen van de Franse Revolutie kwam in 1819 een nieuwe grondwet tot stand. Hierin werd voorzien in een Eerste Kamer - bestaande uit de adel en enkele prelaten - en een Tweede Kamer, bestaande uit de overige prelaten en afgevaardigden van steden, dorpen en landelijke gebieden. De Kamers hadden nauwelijks bevoegdheden.
Op 22 februari 1833 werd hertog Adolf vicekoning, waarna op 26 september een liberalere grondwet van kracht werd, die de kamers meer macht en de boeren vertegenwoordiging gaf. De troonopvolger weigerde deze grondwet echter te erkennen.
De personele unie met het Verenigd Koninkrijk eindigde in 1837 toen koningin Victoria de troon besteeg. Door de in Hannover geldende Salische wet kon een vrouw de troon niet erven. Hierdoor werd Ernst August II als de naaste mannelijke verwant van Willem IV koning. Ernst August, een berucht reactionair, stelde nog in het jaar van zijn troonsbestijging de grondwet van 1833 buiten werking. Deze daad werd in heel Europa veroordeeld en leidde tot het beroemde protest van een groep hoogleraren van de Georg-August Universiteit te Göttingen, de Göttinger Sieben, die vervolgens werden ontslagen en deels verbannen
In de Maartrevolutie van 1848 moest Ernst August noodgedwongen toezeggen de grondwet van 1833 te herstellen. Er trad een liberale regering aan onder Alexander Levin von Bennigsen en Johann Carl Bertram Stüve die een nieuwe grondwet uitvaardigde. Al in 1850 kwam er echter een conservatieve regering aan de macht. Hannover trad in 1851 toe tot de Duitse Zollverein.
Onder de blinde koning George V zette de reactionaire tendens zich voort. Hij stelde in 1855 de grondwet van 1848 weer buiten werking. In de Duitse politiek was Hannover conservatief groot-Duits en fel anti-Pruisisch. Tijdens de Pruisisch-Oostenrijkse Oorlog probeerde Hannover aanvankelijk neutraal te blijven, samen met andere lidstaten van de Duitse Bond. Nadat uiteindelijk besloten werd de kant van Oostenrijk te kiezen, verklaarde Pruisen de oorlog aan Hannover. Na de Slag bij Langensalza werd Hannover bezet en George V ontvluchtte het land. Op 20 september 1866 werd het land officieel geannexeerd en omgevormd tot de Pruisische provincie Hannover. De steun voor de oude orde bleef echter relatief groot en de conservatieve Deutsch-Hannoversche Partei was tot in de tijd van de Weimarrepubliek meermaals in de Rijksdag vertegenwoordigd. Ook is er nog altijd een officiële erfgenaam van de troon al heeft dit geen directe betekenis.

## Machthebbers

### Staatshoofden
| Naam                                             | Afbeelding | Regeringsperiode | Leven     | Echtgenote                                |
| ------------------------------------------------ | ---------- | ---------------- | --------- | ----------------------------------------- |
| George III Voorheen keurvorst van Hannover       |            | 1814-1820        | 1738-1820 | Sophia Charlotte van Mecklenburg-Strelitz |
| George IV Prins van Wales                        |            | 1820-1830        | 1762-1830 | Caroline van Brunswijk (1796-1821)        |
| Willem                                           |            | 1830-1837        | 1765-1837 | Adelheid van Saksen-Meiningen.            |
| Ernst August Hertog van Cumberland en Teviotdale |            | 1837-1851        | 1771-1851 | Frederika van Mecklenburg-Strelitz.       |
| George V Hertog van Cumberland en Teviotdale     |            | 1851-1866        | 1819-1878 | Marie van Saksen-Altenburg.               |

### Plaatsvervangend staatshoofd
- 1816-1831: Adolf van Cambridge (gouverneur-generaal)
- 1831-1837: Adolf van Cambridge (onderkoning)

### Staatsministers
- 1831-1837: Ludwig von Ompteda
- 1837-1844: Georg von Schele zu Schelenburg
- 1844-1848: Georg Friedrich von Falcke
- 1848-1848: Alexander Levin von Bennigsen

### Minister-presidenten
- 1848-1850: Alexander Levin von Bennigsen
- 1850-1851: Alexander von Münchhausen
- 1851-1853: Eduard von Schele zu Schelenburg
- 1853-1855: Eduard Christian von Lütcken
- 1853-1862: Eduard Kielmansegg-Gülzow
- 1862-1865: Wilhelm von Hammerstein
- 1865-1866: Georg Bacmeister